# Olavius longissimus
Olavius longissimus är en ringmaskart som först beskrevs av Giere 1979.  Olavius longissimus ingår i släktet Olavius och familjen glattmaskar. Inga underarter finns listade i Catalogue of Life.